# هانس-گئورگ گادامر
هانس-گئورگ گادامر (به آلمانی: Hans-Georg Gadamer) (زادهٔ ۱۱ فوریه ۱۹۰۰ – درگذشتهٔ ۱۳ مارس ۲۰۰۲) فیلسوف برجستهٔ آلمانی در سنت قاره‌ای و نویسندهٔ اثر مشهور حقیقت و روش (۱۹۶۰) بود.

## زندگی

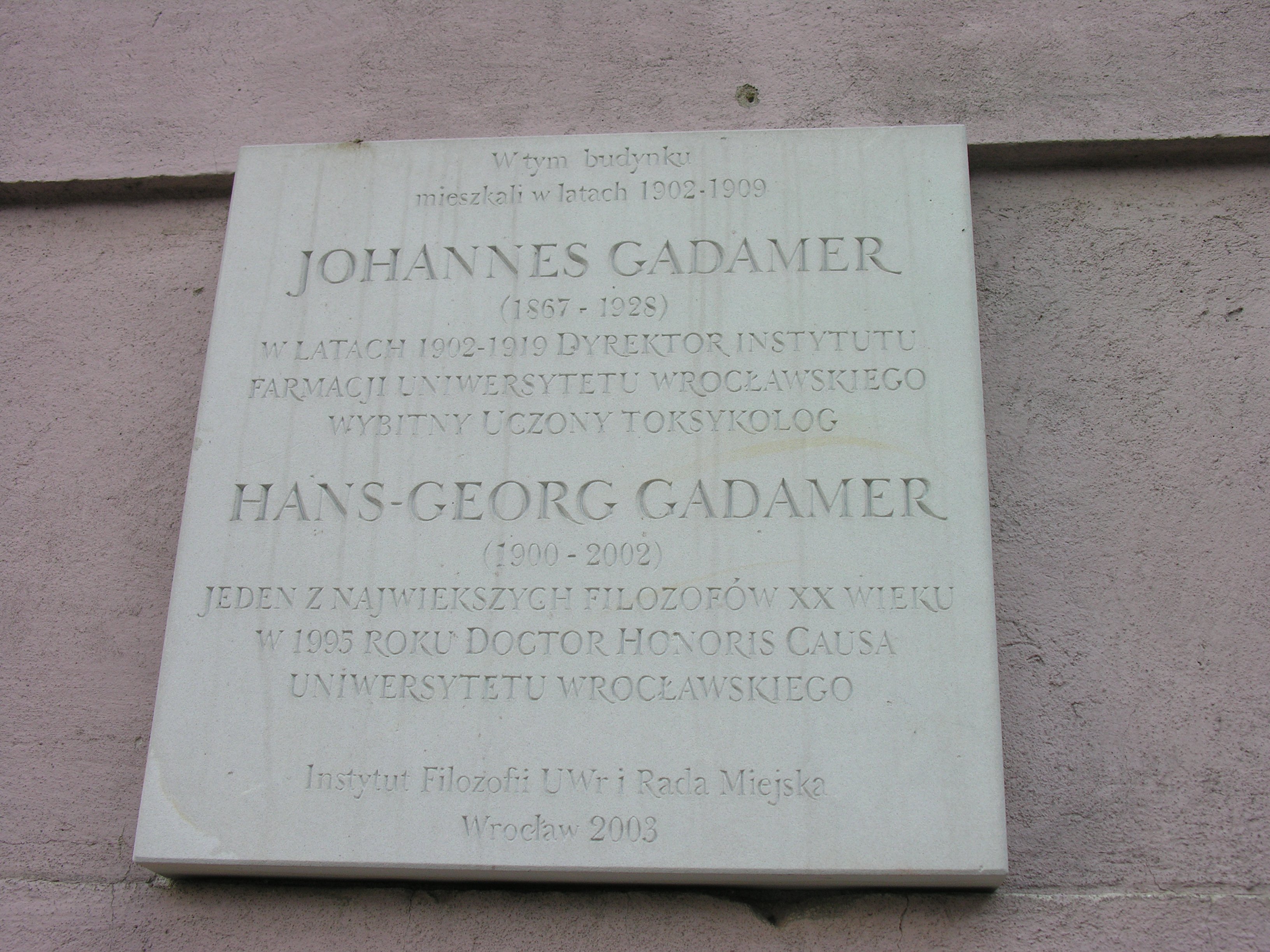

گادامر در ماربورگ به دنیا آمد. پدرش شیمیدان بود. او بعدها در فرایبورگ با هایدگر آشنا شد. در آن زمان هایدگر دانشجو بود و هنوز به سمت استادی دانشگاه درنیامده بود. در افواه است که گادامر قبل از مرگش سخنرانی داشته است و در آن گفته است که همه عقاید و همه طرز فکرها از یک چیز سرچشمه می‌گیرد و همه و همه چیز و همه کس و همه رفتارها و همه پندارها و همه گفتارها یک مرکز دارند، ولی به صورت مستقیم به این موضوع اشاره نکرده است. نقل است که بعدها و بعد از مرگ گادامر نامه‌ای با برچسب "زاینده هر چیز" از او پیدا شده است که فقط یک کلمه در آن نوشته شده است ((خدا)). البته این گفته تایید نشده است و سند و مدرکی محکم مبنی بر وجودش وجود ندارد.

## فلسفهٔ گادامر
پیشینه هرمنوتیک
گادامر از پیشگامان هرمنوتیک فلسفی است و آن زمان که شلایرماخر به شیوه‌ای تأثیر گرفته از کانت رسالت هرمنوتیک را نه تعیین دستورالعمل‌هایی برای فهم بلکه کشف شرایطی عام معرفی کرد که اساساً فهم را امکان‌پذیر می‌سازند تصوری تازه از هرمنوتیک حاصل شد.

## نوآوری گادامر در هرمنوتیک
گادامر هرمنوتیک را فلسفی کرد و آن را به کمال رساند. او آن را از نظریه ادبی جدا کرد. اگر نظریه ادبی به قاعده درآوردن تاویل به مفهومی عام از ادبیات باشد در این صورت هرمنوتیک گادامر نظری یا نظریه پردازانه نیست.

## دیدگاه‌ها

### دربارهٔ تاریخ
از نظر گادامر فهم اثر تاریخ است و در نهایت نوعی فعل نیست بلکه انفعال است. گادامر می‌گوید که علم تاریخی ارزش شناختی دارد اگرچه قاعده مدار نیست.

### دربارهٔ نبوغ
از نظر گادامر ذوق و نبوغ از قواعدی که پیشاپیش ایجاد و تثبیت شده پیروی نمی‌کنند و از خود قواعدی بر جای نمی‌گذارند.

### دربارهٔ استعاره
گادامر اشاره کانت در کتاب نقد قوه حکم را برای نظریه استعاره از عمیق‌ترین اشارت می‌داند که طبق آن استعاره اصولاً دو محتوا را به هم مانند نمی‌کند بلکه تأمل را ورای موضوعی متفاوت انتقال می‌دهد مفهومی که چه بسا هیچ شهودی به‌طور بی واسطه با آن منطبق نباشد.

### دربارهٔ سنت و عقل
گادامر تعارض مطلق بین سنت و عقل را نمی‌پذیرد اما معتقد است که نیروی حقیقی اصول اخلاقی مبتنی بر سنت است. او می‌گوید که این اصول به راحتی اختیار نمی‌شوند و با بصیرتی آزاد پدید نمی‌آیند و بر دلایل عقلی استوار نیستند.